# Riedwihr
Riedwihr korábbi község Franciaországban, Haut-Rhin megyében. Lakosainak száma 382 fő (2018. január 1.). Riedwihr Colmar, Jebsheim, Wickerschwihr és Holtzwihr községekkel határos.
2016. január 1-jén Holtzwihr korábbi községgel egyesült és az így létrejött Porte du Ried új község része lett.

## Népesség
A település népessége az elmúlt években az alábbi módon változott:
| Lakosok száma | 341  | 322  | 289  | 306  | 315  | 374  | 403  | 411  | 426  | 382  |
|               | 1962 | 1968 | 1975 | 1982 | 1990 | 2008 | 2013 | 2015 | 2017 | 2018 |